# ماركو موغوشا (كرة سلة)
ماركو موغوشا مواليد 12 يونيو 1993 في بودغوريتسا، صربيا والجبل الأسود، هو لاعب كرة سلة مونتينيغري. بدأ مسيرته الاحترافية في سنة 2009. يحمل الرقم 22. لعب مع نادي بودوشنوست لكرة السلة في الدوري المونتينيغري لكرة السلة ونادي مورنار بار لكرة السلة في دوري أبطال أوروبا لكرة السلة.

## روابط خارجية
- ماركو موغوشا على موقع الاتحاد الدولي لكرة السلة (الإنجليزية)
- ماركو موغوشا على موقع كرة السلة الأوروبية.كوم (الإنجليزية)
- ماركو موغوشا على موقع ريلجم (الإنجليزية)
- ماركو موغوشا على موقع بروبوليرز (الإنجليزية)
- ماركو موغوشا على موقع سبورتس رفرنس (الإنجليزية)